# Tete
Tete là thành phố ở phía tây Mozambique, là thủ phủ của tỉnh Tete. Thành phố này nằm bên sông Zambezi. Thành phố này nằm ở giữa một khu vực chăn nuôi gia súc và trồng bông vải. Đây cũng là trung tâm vận tải của các khu vực mỏ than, vàn, uranium. Tete có nhà thờ xây năm 1563. Thành phố này có dân số 104.832 người theo điều tra dân số năm 1997. Tại đây có cây cầu Tete được xây dưới thời thuộc địa Bồ Đào Nha theo thiết kế của Edgar Cardoso. Khu vực này ban đầu là một tiền đồn thương mại của Swahili và đã bị người Bồ Đào Nha chiếm năm 1531.
Sân bay Chingodzi (IATA: TET, ICAO: FQTT) nằm ở đông bắc thành phố này, có đường băng dài 2400 m.